# Amalia Ulman
Amalia Ulman est une artiste née en 1989 en Argentine. Elle est particulièrement connue pour son installation "Excellences et perfections" réalisée en 2014 sur Instagram.

## Biographie
Amalia Ulman est considérée comme la première artiste à « faire entrer Instagram à la Tate Modern »,,,. "Excellences et perfections", l'installation en question, consiste en la mise en scène d'un compte Instagram comme performance artistique ; ladite performance a cependant été suivie au premier degré par plusieurs dizaines de milliers de personnes.
Ulman a notamment exposé au Musée d'art contemporain de l'Utah (en) ou à la Whitechapel Gallery à Londres.
Élevée à Gijon, en Espagne, où sa famille a émigré, Ulman réside aujourd'hui à Los Angeles.

## Filmographie
- 2016 : The Future Ahead (court métrage)
- 2019 : Shanghai Fire (court métrage)
- 2019 : Buyer Walker Rover Aka. Then There (Yiwu) (court métrage)
- 2021 : El Planeta
- 2025 : Magic Farm